# Abebaw Butako
Abebaw Butako (20 aprile 1987) è un calciatore etiope, difensore del Saint-George SA.

## Carriera

### Club
Gioca nella massima serie etiope dal 2005.

### Nazionale
Ha partecipato alla Coppa d'Africa del 2013.

## Palmarès

### Club

#### Competizioni nazionali
- Campionato etiope: 6

Saint-George: 2005-2006, 2007-2008, 2008-2009, 2009-2010, 2011-2012, 2013-2014
- Coppa di Etiopia: 1

Saint-George: 2011
- Supercoppa di Etiopia: 2

Saint-George: 2005, 2006